# Comostola laesaria
Comostola laesaria là một loài bướm đêm trong họ Geometridae.

## Hình ảnh

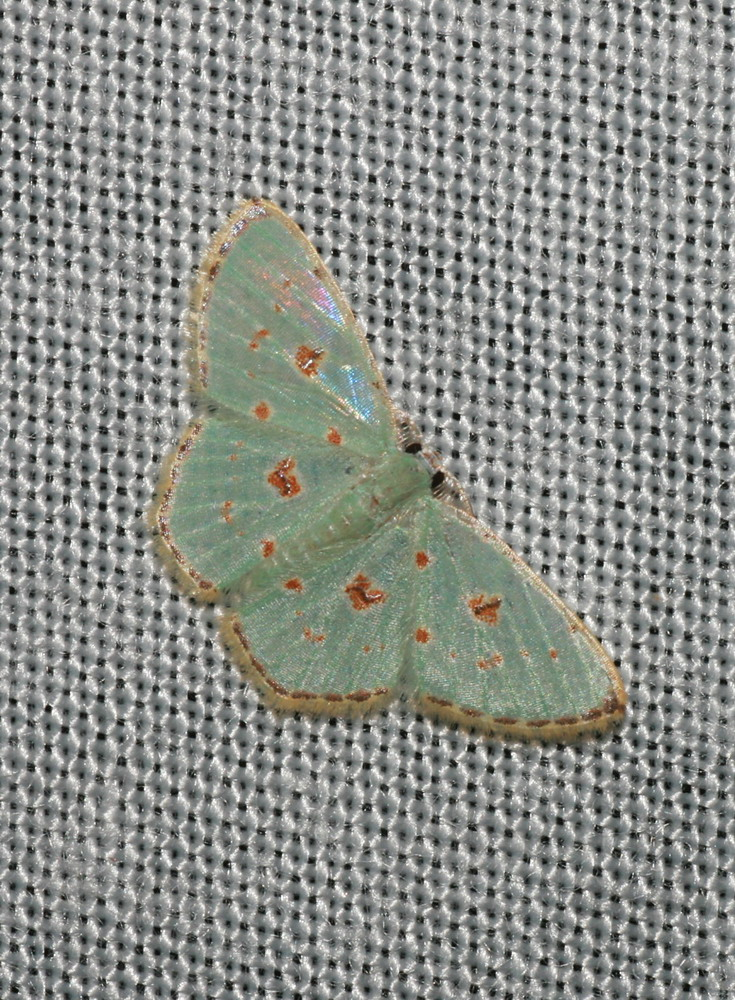
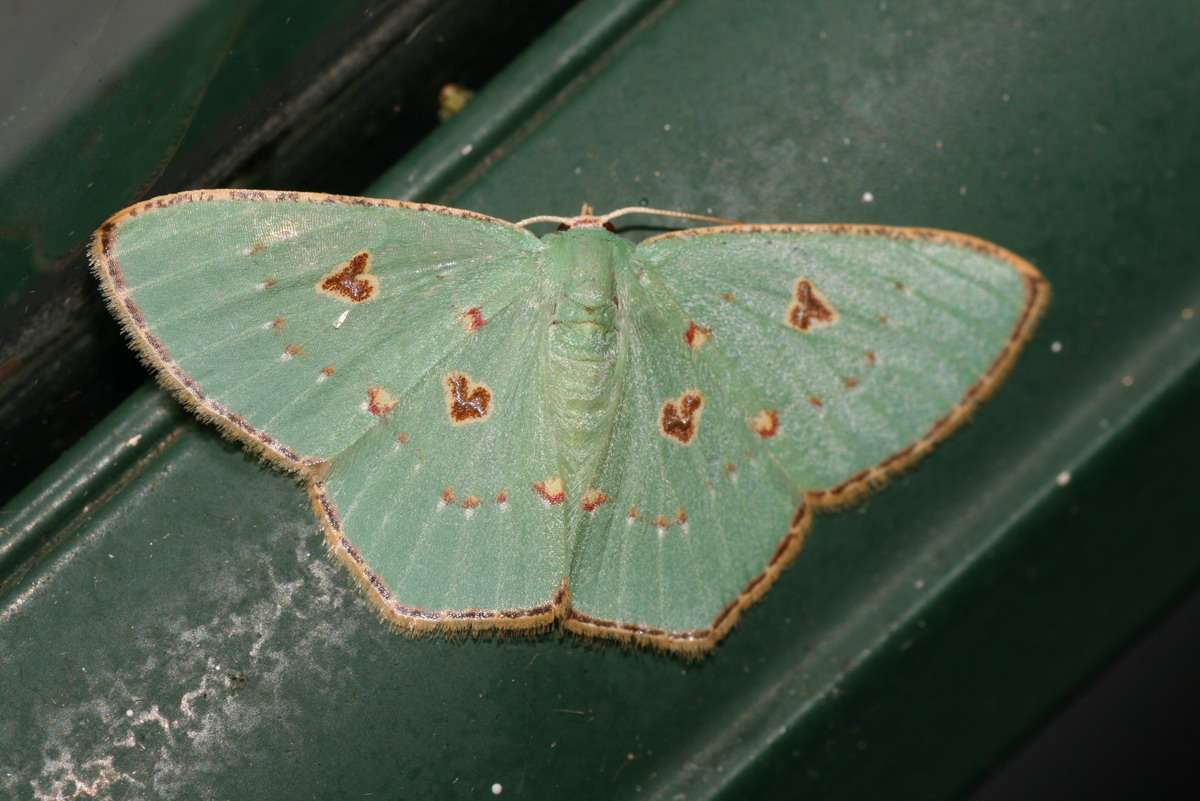